# 40ポンドのトラブル
『40ポンドのトラブル』（40 Pounds of Trouble）は、1962年のアメリカ合衆国のコメディ映画。出演はトニー・カーティスやスザンヌ・プレシェットなど。ノーマン・ジュイソンは本作が映画監督デビュー作となった。デイモン・ラニアンによる1932年の短編小説「可愛いマーカちゃん」を基にしている。
ロケ撮影はタホ湖の他、ディズニーランドでも行われた。

## キャスト
| 役名                     | 俳優                       | 日本語吹替                                 |
| 役名                     | 俳優                       | TBS版                                      |
| ------------------------ | -------------------------- | ------------------------------------------ |
| スティーブ・マクラスキー | トニー・カーティス         | 広川太一郎                                 |
| クリス・ロックウッド     | スザンヌ・プレシェット     | 谷口香                                     |
| ペニー・パイパー         | クレア・ウィルコックス     | 山本嘉子                                   |
| バーニー・フリードマン   | フィル・シルヴァース       | 加茂喜久                                   |
| リズ・マクルースキー     | メアリー・マーフィ         | 翠準子                                     |
| フロイド                 | ラリー・ストーチ           | 小林清志                                   |
| ハーマン                 | エドワード・アンドリュース | 上田敏也                                   |
| ジュリアス               | ハワード・モリス           | 矢田耕司                                   |
| クランストン             | スタッビー・ケイ           | 矢田稔                                     |
| ドロレス                 | シャロン・ファレル         | 吉田理保子                                 |
| スイング                 | ウォーレン・スティーブンス |                                            |
| ルイ・ブランチャード     | ケヴィン・マッカーシー     |                                            |
| その他                   | -                          | 宮田光 仲木隆司 寺島幹夫 石森達幸 熊倉重之 |
|                          |                            |                                            |
| 演出                     | 演出                       | 高木謙                                     |
| 翻訳                     | 翻訳                       | 山田実                                     |
| 効果                     | 効果                       | 赤塚不二夫                                 |
| 調整                     | 調整                       | 坂巻四郎                                   |
| 制作                     | 制作                       | グロービジョン                             |
| 解説                     | 解説                       | 荻昌弘                                     |
| 初回放送                 | 初回放送                   | 1972年8月7日 『月曜ロードショー』          |

## スタッフ
- 監督：ノーマン・ジュイソン
- 製作：スタン・マーガリーズ
- 原作：デイモン・ラニアン「Little Miss Marker」
- 脚本：マリオン・ハーグローヴ
- 撮影：ジョセフ・マクドナルド（英語版）
- 編集：マージョリー・ファウラー（英語版）
- 音楽：モート・リンゼイ（英語版）